# Maksim Astanin
Maksim Valerjevitsj Astanin (Russisch: Максим Валерьевич Астанин) (Moskou, 18 juni 1969) is een voormalig basketbalspeler die speelde voor de nationale team van Rusland. Hij werd Meester in de sport van Rusland, Internationale Klasse.

## Carrière
Astanin begon zijn carrière bij CSKA Moskou in 1990. Met CSKA werd hij twee keer Landskampioen van Rusland in 1993 en 1994. In 1994 ging hij naar Dinamo Moskou. In 1998 stapte Astanin over naar Spartak Moskou. In 2000 stopte hij met basketbal.

## Erelijst
- Landskampioen Rusland: 2
  - Winnaar: 1993, 1994
  - Tweede: 1995, 1996
- Europees kampioenschap:
  - Zilver: 1993

4 Gorin ·
5 Sjakoelin ·
6 Soecharev ·
7 Astanin ·
8 Nosov ·
9 Bazarevitsj ·
10 Babkov ·
11 Michajlov ·
12 Karasjov ·
13 Fetisov ·
14 Panov ·
15 Kondratov ·
Coach: Selichov
· Assistent-coach: 
· Assistent-coach: 